# 安娜維爾 (俄克拉荷馬州)
安娜維爾（英語：Anvil）是一座坐落於美國俄克拉荷馬州林肯縣的鬼鎮。

## 歷史
此地區在1889年俄克拉荷馬州土地掠奪之後建立，并以城鎮臨近的鉄砧石命名。一個郵政局于1892年在安娜維爾建立，直至1904年仍在運作狀態。